# Вершино
Вершино (пол. Wierszyno) — село в Польщі, у гміні Колчиґлови Битівського повіту Поморського воєводства.
Населення — 331 особа (2011).
У 1975-1998 роках село належало до Слупського воєводства.

## Демографія
Демографічна структура станом на 31 березня 2011 року:
|          | Загалом | Допрацездатний вік | Працездатний вік | Постпрацездатний вік |
| -------- | ------- | ------------------ | ---------------- | -------------------- |
| Чоловіки | 159     | 38                 | 110              | 11                   |
| Жінки    | 172     | 39                 | 107              | 26                   |
| Разом    | 331     | 77                 | 217              | 37                   |